# Eleições legislativas portuguesas de 2025
As eleições legislativas portuguesas de 2025, também designadas por eleições para a Assembleia da República, tiveram lugar a 18 de maio de 2025, para eleger os membros da Assembleia da República na XVII Legislatura. Os resultados eleitorais estiveram também na origem do XXV Governo Constitucional.
Estas eleições foram antecipadas em mais de três anos face ao término normal da legislatura, que deveria ocorrer apenas em 2028, devido à queda do Governo no dia 11 de março de 2025, após a rejeição da moção de confiança apresentada pelo primeiro-ministro Luís Montenegro.

## Contexto
No dia 15 de fevereiro de 2025, o jornal Correio da Manhã publicou uma investigação em que foi descoberto que a família do primeiro-ministro Luís Montenegro tinha um negócio com interesses imobiliários denominado Spinumviva. Montenegro confirmou a existência da empresa, mas negou qualquer conflito de interesses, afirmando que havia vendido as suas ações à sua mulher em 2022. Mais tarde, seria revelado que a venda das ações de Montenegro à mulher era inválida, já que a lei não permitia vendas de ações entre cônjuges, tornando Montenegro ainda um acionista ativo da empresa. Isto levantou novas questões de possíveis conflitos de interesses e Montenegro foi fortemente pressionado para revelar a lista completa de clientes do seu negócio, tendo rejeitado.
Duas semanas depois, a 28 de fevereiro, o jornal Expresso publicou que a Spinumviva recebia desde 2021 um pagamento mensal de 4 500 euros de um dos seus principais clientes, a Solverde, uma empresa de casinos, que continuou enquanto Montenegro já era primeiro-ministro. Na sequência deste relatório, a Spinumviva também divulgou a lista completa de clientes e os serviços prestados. Os partidos exigiram mais explicações ao primeiro-ministro, com o Chega a exigir a demissão de Montenegro do cargo. No mesmo dia, Luís Montenegro anunciou uma reunião de emergência do gabinete para 1 de março, para “analisar a sua situação pessoal e política”. Anunciou então que o Governo solicitaria uma moção de confiança se o Parlamento não “validasse” o Governo. O Partido Comunista Português (PCP) apresentou uma moção de censura, mas o Partido Socialista (PS) posicionou-se contra tal moção. Poucos dias depois, o Ministério Público anunciou ter recebido uma denúncia anónima contra Luís Montenegro e a sua empresa, acrescentando apenas que estava a analisar a denúncia, enquanto o PS anunciou também uma comissão parlamentar de inquérito para investigar o caso. Em 5 de março, a moção dos comunistas foi rejeitada, com 88 votos contra, 14 a favor e 126 abstenções, mas Luís Montenegro anunciou um voto de confiança, que estaria previsto para 11 de março.

#### Queda do governo
Em 11 de março de 2025, o governo de Luís Montenegro caiu após perder um voto de confiança no parlamento — 137 contra e apenas 87 a favor. Pouco depois de terem sido anunciados os resultados da moção, o presidente da República Marcelo Rebelo de Sousa agendou reuniões com os líderes do partido para 12 de março, e uma reunião do Conselho de Estado para 13 de março.

### Sistema eleitoral
O método utilizado para eleger aos 230 deputados é o método D'Hondt. Este sistema de representação proporcional distribui os mandatos de acordo com a quantidade de votos obtidos por cada partido ou coligação, favorecendo ligeiramente os partidos maiores. O processo é realizado por divisão sucessiva dos votos de cada lista, garantindo uma distribuição proporcional, mas com uma leve vantagem para os partidos que recebem mais votos.
A distribuição dos deputados por círculo eleitoral nas eleições legislativas de 2025 foi a seguinte:
| Círculo eleitoral                    | Número de deputados | Mapa |
| ------------------------------------ | ------------------- | ---- |
| Lisboa                               | 48                  |      |
| Porto                                | 40                  |      |
| Braga e Setúbal                      | 19                  |      |
| Aveiro                               | 16                  |      |
| Leiria                               | 10                  |      |
| Coimbra, Faro e Santarém             | 9                   |      |
| Viseu                                | 8                   |      |
| Madeira                              | 6                   |      |
| Açores, Viana do Castelo e Vila Real | 5                   |      |
| Castelo Branco                       | 4                   |      |
| Beja, Bragança, Évora e Guarda       | 3                   |      |
| Portalegre, Europa e Fora da Europa  | 2                   |      |

## Partidos

### Com representação parlamentar
A tabela abaixo lista os partidos à altura representados na Assembleia da República e que se apresentaram a eleições.
| Nome | Nome           | Nome                                                                                                | Ideologia                                     | Espectro político           | Líder             | Círculos eleitorais | Slogans                                  | Resultado de 2024 | Resultado de 2024 |
| Nome | Nome           | Nome                                                                                                | Ideologia                                     | Espectro político           | Líder             | Círculos eleitorais | Slogans                                  | Votos (%)         | Deputados         |
| ---- | -------------- | --------------------------------------------------------------------------------------------------- | --------------------------------------------- | --------------------------- | ----------------- | ------------------- | ---------------------------------------- | ----------------- | ----------------- |
|      | PPD/PSD.CDS–PP | AD – Coligação PSD/CDS - Partido Social Democrata - CDS – Partido Popular                           | Conservadorismo Democracia cristã Liberalismo | Centro-direita a Direita    | Luís Montenegro   | Todos               | « Portugal não pode parar! »             | 30,1%             | 80 / 230          |
|      | PS             | Partido Socialista                                                                                  | Social-democracia Progressismo                | Centro-esquerda             | Pedro Nuno Santos | Todos               | « Pronto para Portugal »                 | 29,3%             | 78 / 230          |
|      | CH             | Chega                                                                                               | Nacionalismo conservador Populismo de direita | Direita a Extrema-direita   | André Ventura     | Todos               | « Salvar Portugal »                      | 18,9%             | 50 / 230          |
|      | IL             | Iniciativa Liberal                                                                                  | Liberalismo Libertarianismo                   | Centro-direita              | Rui Rocha         | Todos               | « Acelerar Portugal »                    | 5,2%              | 8 / 230           |
|      | B.E.           | Bloco de Esquerda                                                                                   | Socialismo democrático Populismo de esquerda  | Esquerda a Extrema-esquerda | Mariana Mortágua  | Todos               |                                          | 4,6%              | 5 / 230           |
|      | PCP–PEV        | CDU – Coligação Democrática Unitária - Partido Comunista português - Partido Ecologista "Os Verdes" | Comunismo Marxismo-leninismo Ecossocialismo   | Esquerda a Extrema-esquerda | Paulo Raimundo    | Todos               | « A tua vida importa, o teu voto conta » | 3,3%              | 4 / 230           |
|      | L              | Livre                                                                                               | Ecossocialismo Pró-europeísmo                 | Centro-esquerda a Esquerda  | Rui Tavares       | Todos               |                                          | 3,3%              | 4 / 230           |
|      | PAN            | Pessoas–Animais–Natureza                                                                            | Direitos dos animais Ambientalismo            | Centro a Centro-esquerda    | Inês Sousa Real   | Todos, exceto Viseu |                                          | 2,0%              | 1 / 230           |

### Sem representação parlamentar
Os partidos ou coligações que não obtiveram deputados na Assembleia da República nas eleições legislativas de 2024 e que participaram nesta eleição foram os seguintes:
| Nome | Nome      | Nome                                            | Ideologia                                                         | Espectro político        | Líder                              | Círculos eleitorais                                                                           | Resultado de 2024                                                       | Ref.          |
| Nome | Nome      | Nome                                            | Ideologia                                                         | Espectro político        | Líder                              | Círculos eleitorais                                                                           | Votos (%)                                                               | Ref.          |
| ---- | --------- | ----------------------------------------------- | ----------------------------------------------------------------- | ------------------------ | ---------------------------------- | --------------------------------------------------------------------------------------------- | ----------------------------------------------------------------------- | ------------- |
|      | ADN       | Alternativa Democrática Nacional                | Tradicionalismo Anti-establishment Conspiracionismo               | Extrema-direita          | Joana Amaral Dias                  | Todos                                                                                         | 1,7%                                                                    | [ 19 ]        |
|      | R.I.R.    | Reagir Incluir Reciclar                         | Populismo Universalismo                                           | Sincrético               | Márcia Henriques                   | Todos                                                                                         | 0,4%                                                                    | [ 20 ]        |
|      | JPP       | Juntos pelo Povo                                | Catch-all party Regionalismo                                      | Centro a centro-esquerda | Élvio Sousa                        | Braga, Coimbra, Faro, Lisboa, Porto, Setúbal, Açores, Madeira, Europa e Fora da Europa        | 0,3%                                                                    | [ 21 ] [ 22 ] |
|      | ND        | Nova Direita                                    | Conservadorismo nacional                                          | Direita                  | Ossanda Líber                      | Aveiro, Beja, Braga, Coimbra, Faro, Leiria, Lisboa, Porto, Setúbal, Viseu e Madeira           | 0,3%                                                                    | [ 23 ]        |
|      | PCTP/MRPP | Partido Comunista dos Trabalhadores Portugueses | Comunismo Maoísmo                                                 | Extrema-esquerda         | Cidália Guerreiro                  | Aveiro, Beja, Castelo Branco, Lisboa, Portalegre, Porto, Setúbal, Europa e Fora da Europa     | 0,2%                                                                    | [ 24 ]        |
|      | VP        | Volt Portugal                                   | Federalismo europeu Liberalismo social                            | Centro                   | Inês Bravo Figueiredo Duarte Costa | Todos exceto Açores e Madeira                                                                 | 0,2%                                                                    | [ 24 ]        |
|      | E         | Ergue-te                                        | Ultranacionalismo Terceira posição                                | Extrema-direita          | Rui da Fonseca e Castro            | Todos                                                                                         | 0,1%                                                                    | [ 25 ]        |
|      | PTP       | Partido Trabalhista Português                   | Social-democracia Socialismo democrático                          | Esquerda                 | Edgar Marques Silva                | Madeira                                                                                       | 0,0%                                                                    | [ 24 ]        |
|      | NC        | Nós, Cidadãos!                                  | Centrismo Liberalismo social                                      | Centro a Centro-direita  | Joaquim Rocha Afonso               | Aveiro, Évora, Guarda, Lisboa, Porto, Setúbal, Europa e Fora da Europa                        | 0,0%                                                                    | [ 26 ]        |
|      | PLS       | Partido Liberal Social                          | Liberalismo Social liberalismo                                    | Centro a Centro-direita  | José Cardoso                       | Lisboa, Porto, Setúbal, Europa e Fora da Europa                                               | Novo                                                                    | [ 27 ]        |
|      | PPM       | Partido Popular Monárquico                      | Monarquismo Conservadorismo Agrarianismo Ecologismo Euroceticismo | Direita                  | Paulo Estêvão                      | Todos (mas em coligação com PPD/PSD e CDS–PP nos Açores na coligação com o nome PSD/CDS/PPM.) | (em coligação com PPD/PSD e CDS–PP, exceto na Madeira)                  | [ 25 ] [ 33 ] |
|      | MPT       | Partido da Terra                                | Conservadorismo verde Ecocapitalismo                              | Centro a centro-direita  | Pedro Soares Pimenta               | Açores e Madeira                                                                              | 0,0% (em coligação com a Aliança, com excepção da Madeira e dos Açores) | [ 34 ]        |

## Círculos eleitorais

### Partidos com representação parlamentar
| Círculo eleitoral | PPD/PSD.CDS–PP           | PS                      | CH                    | IL                        | B.E.                 | PCP–PEV                   | L                           | PAN                    |               |
| ----------------- | ------------------------ | ----------------------- | --------------------- | ------------------------- | -------------------- | ------------------------- | --------------------------- | ---------------------- | ------------- |
| Círculo eleitoral | Aveiro                   | Luís Montenegro         | Pedro Nuno Santos     | Pedro Frazão              | Mário Amorim Lopes   | Luís Fazenda              | Isabel Tavares              | Filipe Honório         | Ana Gonçalves |
| Beja              | Gonçalo Valente          | Pedro do Carmo          | Rui Cristina          | Generosa Brito            | Alberto Matos        | Bernardino Soares         | Fausto Camacho Fialho       | Luís Coentro           |               |
| Braga             | Hugo Soares              | José Luís Carneiro      | Filipe Melo           | Rui Rocha                 | Francisco Louçã      | Sandra Cardoso            | Jorge Oliveira Araújo       | Tiago Teixeira         |               |
| Bragança          | Hernâni Dias             | Júlia Rodrigues         | José Mário Mesquita   | Nuno Monteiro Fernandes   | Vítor Pimenta        | Fátima Bento              | Anabela Luciano Correia     | Octávio Pires          |               |
| Castelo Branco    | Pedro Reis               | Nuno Fazenda            | João Dias Ribeiro     | Manuel Lemos              | Inês Antunes         | Vítor Reis Silva          | Joana Alves Pereira         | Paul Summers           |               |
| Coimbra           | Rita Júdice              | Pedro Delgado Alves     | Paulo Seco            | Catarina Graveto          | Miguel Cardina       | Fernando Teixeira         | André Chichorro de Carvalho | João Fontes da Costa   |               |
| Évora             | Francisco Figueira       | Luís Dias               | Jorge Galveias        | Rodrigo Mendonça          | Pedro Ferreira       | Graça Nascimento          | Glória Franco               | Sérgio Neves           |               |
| Faro              | Maria da Graça Carvalho  | Jamila Madeira          | Pedro Pinto           | Daniel Viegas             | José Gusmão          | Catarina Marques          | Carla Sofia do Carmo        | Saúl Rosa              |               |
| Guarda            | Dulcineia Moura          | Aida Carvalho           | Nuno Simões de Melo   | Rui Abreu                 | Beatriz Realinho     | Catarina Costa            | Margarida Bordalo           | João Almeida           |               |
| Leiria            | Margarida Balseiro Lopes | Eurico Brilhante Dias   | Gabriel Mithá Ribeiro | André Abrantes Amaral     | Fernando Rosas       | João Paulo Delgado        | Inês Pires                  | Rodrigo Andrade        |               |
| Lisboa            | Joaquim Miranda Sarmento | Mariana Vieira da Silva | André Ventura         | Mariana Leitão            | Mariana Mortágua     | Paulo Raimundo            | Rui Tavares                 | Inês Sousa Real        |               |
| Portalegre        | Manuel Castro Almeida    | Luís Moreira Testa      | João Lopes Aleixo     | Francisco Biscaya Cardoso | José Carita Monteiro | Helena Neves              | João Ramos                  | Telma Espírito Santo   |               |
| Porto             | Paulo Rangel             | Fernando Araújo         | Rui Afonso            | Carlos Guimarães Pinto    | Marisa Matias        | Alfredo Maia              | Jorge Pinto                 | Alexandre Trindade     |               |
| Santarém          | Fernando Alexandre       | Marcos Perestrello      | Pedro Correia         | Afonso Neves              | Bruno Góis           | Inês Santos               | Natércia Rodrigues Lopes    | Vera Matos             |               |
| Setúbal           | Teresa Morais            | António Mendonça Mendes | Rita Matias           | Joana Cordeiro            | Joana Mortágua       | Paula Santos              | Paulo Muacho                | Mariana Crespo         |               |
| Viana do Castelo  | José Pedro Aguiar-Branco | Marina Gonçalves        | Eduardo Teixeira      | Hugo Joel Pereira         | Adriana Temporão     | Joaquim Celestino Ribeiro | João Puig                   | Isabel Rhodes          |               |
| Vila Real         | Ana Paula Martins        | Rui Santos              | Manuela Tender        | Joana Ferreira            | Anabela Oliveira     | José Luís Ferreira        | Luís Ramalho                | Rui Almeida            |               |
| Viseu             | António Leitão Amaro     | Elza País               | João Tilly            | João Antas de Barros      | David Santos         | Alexandre Hoffman Castela | Miguel Won                  |                        |               |
| Açores            | Paulo Moniz              | Francisco César         | Francisco Lima        | Hugo Almeida              | Pedro Amaral         | António Almeida           | Ricardo Ribeiro             | Dinarte Pimentel       |               |
| Madeira           | Pedro Coelho             | Emanuel Câmara          | Francisco Gomes       | João Corte Fernandes      | Diogo Teixeira       | Herlanda Amado            | Marta Sofia Silva           | Válter Ramos           |               |
| Europa            | José Manuel Fernandes    | Emília Ribeiro          | José Dias Fernandes   | Ana Moura                 | Teresa Duarte Soares | Joana Carvalho            | Mafalda Dâmaso              | Paulo Vieira de Castro |               |
| Fora da Europa    | José Cesário             | Vitor Silva             | Manuel Magno          | Christian Höhn            | Ana Isabel Silva     | Ana Oliveira              | Manuel Brito-Semedo         | Nelson Abreu           |               |
| Ref.              | [ 35 ] [ 36 ]            | [ 37 ]                  | [ 38 ] [ 39 ]         | [ 40 ]                    | [ 41 ]               | [ 42 ] [ 43 ]             | [ 44 ]                      | [ 45 ]                 |               |

### Partidos sem representação parlamentar
| Círculo Eleitoral | ADN                                | R.I.R.                      | JPP                  | ND               | PCTP/MRPP             | VP                                        | E                           | MPT               | PTP         | NC                   | PPM                                             | PLS                  |  |
| ----------------- | ---------------------------------- | --------------------------- | -------------------- | ---------------- | --------------------- | ----------------------------------------- | --------------------------- | ----------------- | ----------- | -------------------- | ----------------------------------------------- | -------------------- |  |
| Círculo Eleitoral | Aveiro                             | Inês Bastos                 | José Porfírio Santos |                  | Ricardo Gonçalves     | Alexandre Caldeira                        | Spallou Ferreira            | Ana Carla Antunes |             |                      | Paulo Alves                                     | José Américo Pereira |  |
| Beja              | Carlos Marcelino                   | Margarida Rosário           |                      | Jorge Valente    | Maria Valente Pinto   | Íris Lá Féria                             | José Antunes                |                   |             |                      | Bento Fialho                                    |                      |  |
| Braga             | Gonçalo de Melo Bandeira           | António Fernandes           | João Manuel Horta    | José Peixoto     |                       | Miguel Amador                             | Tiago Rodrigues             |                   |             |                      | Sandra Alemão                                   |                      |  |
| Bragança          | Bruno Sá Coutinho                  | Damiana Falcão              |                      |                  |                       | César Valente                             | Carlos Teles                |                   |             |                      | Maria dos Anjos Cidade                          |                      |  |
| Castelo Branco    | Filipe Lourenço                    | Eva Sousa                   |                      |                  | José Albino Marrucho  | Daniel Santana                            | Carlos Lobo                 |                   |             |                      | Luís Duque-Vieira                               |                      |  |
| Coimbra           | Sancho Antunes                     | Inês Tafula                 | João Ribeiro         | Joana Rodrigues  |                       | Manuel Baeta                              | Pedro Marques               |                   |             |                      | Manuel São João                                 |                      |  |
| Évora             | Rodrigo Paias                      | Ricardo Mendes              |                      |                  |                       | Hélder Machado                            | Carla Ribeiro               |                   |             | Jorge Canhoto        | Luís Madeira                                    |                      |  |
| Faro              | João Simplício                     | Rui Curado                  | Manuel Merceano      | Carlos Natal     |                       | Miguel Castelão                           | Fábio Fatal                 |                   |             |                      | Joana Rego                                      |                      |  |
| Guarda            | Francisco Monteiro                 | Maria do Céu Rocha          |                      |                  |                       | Olivier Carneiro                          | Diogo Casanova              |                   |             | Célio Alves          | Manuel Borges                                   |                      |  |
| Leiria            | Nuno Barroso                       | Orlando Correia             |                      | Fábio Soeiro     |                       | Pedro Quintela                            | Daniel Ramos                |                   |             |                      | Sofia Inácio                                    |                      |  |
| Lisboa            | Joana Amaral Dias                  | Márcia Henriques            | Vanessa Pereira      | Ossanda Líber    | Cidália Guerreiro     | Duarte Costa                              | Rui Fonseca e Castro        |                   |             | Joaquim Rocha Afonso | Gonçalo da Câmara Pereira                       | Pedro Janeiro        |  |
| Portalegre        | Augusto Vieira                     | Emanuel Martins             |                      |                  | António Corricas      | Ana Rita Vide                             | Madalena Utra Thomas        |                   |             |                      | Hugo Machado                                    |                      |  |
| Porto             | Bruno Fialho                       | Vitorino Silva              | José Manuel Vieira   | Israel Pontes    | João Pinto            | Ricardo Loureiro                          | Bruno Rebelo                |                   |             | Manuel de Jesus      | António Maia                                    | Daniel Amaral        |  |
| Santarém          | Marta Gameiro                      | André Antunes               |                      |                  |                       | Jorge Silva                               | Filipe Esteves              |                   |             |                      | Américo Freitas                                 |                      |  |
| Setúbal           | Márcio Souza                       | Ana Paula Freitas           | Luís Ribeiro         | João Araújo      | Nuno Correia da Silva | Diana Tavares                             | Carlos Pagara               |                   |             | José Pedro Pereira   | Orlanda Matias                                  | José Cardoso         |  |
| Viana do Castelo  | Luís Arezes                        | João Marcelo Almeida        |                      |                  |                       | Vladimiro Osório                          | Ângelo Lima                 |                   |             |                      | Orlanda Matias                                  |                      |  |
| Vila Real         | João Cabeço                        | António José Oliveira       |                      |                  |                       | Silvia Serafim                            | Irene Costa                 |                   |             |                      | Edgardo Madeira                                 |                      |  |
| Viseu             | Luís Rafael Almeida                | Luís Lourenço               |                      | Carlos Andrade   |                       | Jorge Vide                                | Pedro Pinto                 |                   |             |                      | Luís Duarte Almeida                             |                      |  |
| Açores            | Rui Matos                          | João Henriques              | Carlos Furtado       |                  |                       |                                           | Roque Almeida               | Manuel Carreira   |             |                      | Paulo Moniz (em coligação com PPD/PSD e CDS–PP) |                      |  |
| Madeira           | João Abreu                         | Joana Mendes                | Filipe Sousa         | Paulo Azevedo    |                       |                                           | António Araújo              | Ricardo Machado   | Edgar Silva |                      | Luís Ornelas                                    |                      |  |
| Europa            | António José Ferro                 | Pedro Miguel Silva          | Élvio Sousa          | Pedro Godinho    | António Morais        | Ana Carvalho                              | Jorge Almeida               |                   |             | João Neto            | Paulo Viana                                     | Erik Weber           |  |
| Fora da Europa    | Emília Gadelha                     | Luís Mendes                 | Lina Pereira         | Alexandre Mendes | Humberto Freitas      | Miguel Macedo                             | Jorge Alves                 |                   |             | Agostinho Barcelos   | Deolinda Estêvão                                | Hélder Tavares       |  |
| Ref.              | [ 46 ] [ 47 ] [ 48 ] [ 49 ] [ 50 ] | [ 46 ] [ 47 ] [ 48 ] [ 51 ] | [ 52 ] [ 50 ]        | [ 53 ]           | [ 48 ]                | [ 46 ] [ 47 ] [ 48 ] [ 54 ] [ 55 ] [ 56 ] | [ 46 ] [ 47 ] [ 48 ] [ 50 ] | [ 57 ]            |             | [ 47 ]               | [ 46 ] [ 47 ] [ 48 ] [ 58 ] [ 59 ]              |                      |  |

## Sondagens
| Empresa de sondagens | Data de amostragem  | Amostra | Abstenção | PPD/PSD.CDS–PP | PS   | CH   | IL   | B.E. | PCP–PEV | L   | PAN | O.  | V.  |
| --- | ------------------- | ------- | --------- | -------------- | ---- | ---- | ---- | ---- | ------- | --- | --- | --- | --- |
| Pitagórica | 12-15 mai. 2025     | 810     | -         | 33.2           | 25.6 | 19.2 | 5.8  | 2.2  | 3.0     | 5.1 | 1.3 | 4.6 | 7.6 |
| Consulmark2 | 6-13 mai. 2025      | 589     | -         | 33.1           | 25.9 | 15.7 | 7.6  | 3.8  | 2.8     | 6.2 | 1.1 | 3.8 | 7.2 |
| CESOP-UCP | 6-13 mai. 2025      | 1741    | -         | 34.0           | 26.0 | 19.0 | 7.0  | 2.0  | 3.0     | 5.0 | 1.0 | 5.6 | 8.0 |
| Pitagórica | 11-14 mai. 2025     | 810     | -         | 31.9           | 25.2 | 19.1 | 5.6  | 2.6  | 3.3     | 5.3 | 1.4 | 3.0 | 6.7 |
| Pitagórica | 10-13 mai. 2025     | 810     | -         | 31.5           | 26.3 | 18.3 | 7.0  | 2.4  | 3.7     | 4.4 | 1.1 | 5.3 | 5.2 |
| Pitagórica | 9-12 mai. 2025      | 810     | -         | 33.1           | 24.6 | 17.8 | 6.3  | 3.2  | 3.2     | 5.3 | 1.1 | 5.4 | 8.5 |
| Pitagórica | 8-11 mai. 2025      | 810     | -         | 32.0           | 25.1 | 18.0 | 6.9  | 2.4  | 3.3     | 4.5 | 1.8 | 6.0 | 6.9 |
| Pitagórica | 7-10 mai. 2025      | 810     | -         | 33.1           | 25.7 | 16.0 | 6.8  | 2.8  | 3.2     | 4.9 | 1.5 | 6.0 | 7.4 |
| Pitagórica | 6-9 mai. 2025       | 810     | -         | 33.7           | 25.9 | 15.3 | 5.6  | 3.4  | 2.7     | 5.3 | 1.6 | 6.5 | 7.8 |
| Pitagórica | 5-8 mai. 2025       | 810     | -         | 33.7           | 26.3 | 15.7 | 5.9  | 2.5  | 3.0     | 5.2 | 1.3 | 6.4 | 7.4 |
| CESOP-UCP | 28 abr.–6 mai. 2025 | 1464    | -         | 32.0           | 28.0 | 20.0 | 6.0  | 2.0  | 3.0     | 4.0 | 1.5 | 5.4 | 4.0 |
| Intercampus | 24 abr.–5 mai. 2025 | 1055    | -         | 28.8           | 24.1 | 17.4 | 6.1  | 3.3  | 3.0     | 5.1 | 3.4 | 8.8 | 4.7 |
| ICS/ISCTE | 25 abr.–5 mai. 2025 | 1002    | -         | 32.0           | 27.0 | 19.0 | 5.0  | 2.0  | 4.0     | 3.0 | 2.0 | 6.0 | 5.0 |
| Pitagórica | 4-7 mai. 2025       | 810     | -         | 34.2           | 26.3 | 16.0 | 6.3  | 2.8  | 3.1     | 4.0 | 0.7 | 6.6 | 7.9 |
| Pitagórica | 3-6 mai. 2025       | 810     | -         | 34.9           | 26.1 | 16.7 | 6.8  | 2.1  | 3.2     | 3.9 | 0.5 | 5.8 | 8.8 |
| Pitagórica | 2-5 mai. 2025       | 810     | -         | 34.8           | 26.6 | 16.8 | 6.8  | 3.8  | 3.5     | 3.8 | 0.5 | 3.4 | 8.2 |
| Pitagórica | 1-4 mai. 2025       | 810     | -         | 35.8           | 27.1 | 16.5 | 7.5  | 1.8  | 3.2     | 3.4 | 0.6 | 4.9 | 8.7 |
| Pitagórica | 30 abr.–3 mai. 2025 | 810     | -         | 35.6           | 26.9 | 16.2 | 6.6  | 2.1  | 3.1     | 3.9 | 0.7 | 4.9 | 8.7 |
| Pitagórica | 29 abr.–2 mai. 2025 | 810     | -         | 34.5           | 27.7 | 15.7 | 6.9  | 2.2  | 3.1     | 4.0 | 0.7 | 5.2 | 6.8 |
| Pitagórica | 28 abr.–1 mai. 2025 | 810     | -         | 34.0           | 27.5 | 16.6 | 7.8  | 1.5  | 3.3     | 3.4 | 0.6 | 5.3 | 6.5 |
| CESOP-UCP | 21-24 abr. 2025     | 1215    | -         | 32.0           | 26.0 | 19.0 | 6.0  | 3.0  | 4.0     | 5.0 | 1.0 | 4.0 | 6.0 |
| Consulmark2 | 14-22 abr. 2025     | 569     | -         | 34.1           | 27.1 | 15.2 | 8.3  | 4.3  | 2.7     | 2.7 | 1.1 | 4.5 | 7.0 |
| ICS/ISCTE | 5-14 abr. 2025      | 803     | -         | 33.0           | 29.0 | 21.0 | 4.0  | 2.0  | 2.0     | 1.0 | 2.0 | 3.0 | 4.0 |
| Intercampus | 4-9 abr. 2025       | 607     | -         | 27.2           | 28.8 | 17.1 | 6.7  | 3.0  | 5.9     | 5.1 | 3.4 | 2.8 | 1.7 |
| Aximage | 4-8 abr. 2025       | 667     | -         | 27.2           | 30.1 | 18.6 | 6.1  | 2.3  | 3.2     | 4.4 | 1.8 | 6.3 | 2.9 |
| 8 abr. 2025: Inicia-se o período de debates televisivos entre os partidos (8-28 abr.).                                                |                     |         |           |                |      |      |      |      |         |     |     |     |     |
| Consulmark2 | 27 mar.–3 abr. 2025 | 583     | -         | 33.3           | 25.9 | 13.5 | 8.1  | 3.8  | 2.5     | 4.3 | 1.4 | 7.2 | 7.4 |
| Pitagórica | 24-29 mar. 2025     | 1000    | -         | 34.4           | 27.8 | 14.9 | 6.0  | 2.7  | 3.4     | 5.5 | 0.5 | 4.1 | 6.6 |
| CESOP-UCP | 17-26 mar. 2025     | 1206    | -         | 29.0           | 27.0 | 17.0 | 8.0  | 5.0  | 3.0     | 5.0 | 2.0 | 4.0 | 2.0 |
| Intercampus | 20-26 mar. 2025     | 605     | -         | 30.7           | 26.8 | 14.3 | 10.7 | 3.1  | 2.1     | 4.6 | 3.1 | 4.5 | 3.9 |
| 23 mar. 2025: O PPD/PSD vence as eleições antecipadas na Madeira com 43,4% dos votos e forma governo com o CDS–PP.                    |                     |         |           |                |      |      |      |      |         |     |     |     |     |
| ICS/ISCTE | 12-17 mar. 2025     | 802     | -         | 37.0           | 27.8 | 16.7 | 7.4  | 1.9  | 1.9     | 1.9 | -   | 5.6 | 9.2 |
| 14 mar. 2025: O presidente da República Marcelo Rebelo de Sousa dissolve a Assembleia da República e convoca eleições antecipadas.    |                     |         |           |                |      |      |      |      |         |     |     |     |     |
| Intercampus | 11-13 mar. 2025     | 600     | -         | 26.2           | 27.9 | 18.5 | 9.3  | 5.2  | 2.7     | 4.4 | 2.1 | 3.7 | 1.7 |
| Consulmark2 | 6-12 mar. 2025      | 494     | -         | 32.1           | 28.0 | 16.5 | 7.7  | 3.4  | 3.2     | 2.4 | 0.6 | 6.2 | 4.1 |
| 11 mar. 2025: O Governo apresentou uma moção de confiança no Parlamento, que é rejeitada, levando à sua queda.                        |                     |         |           |                |      |      |      |      |         |     |     |     |     |
| Intercampus | 4-10 mar. 2025      | 620     | -         | 26.9           | 28.6 | 17.4 | 8.0  | 5.5  | 3.4     | 4.5 | 3.4 | 2.3 | 1.7 |
| Aximage | 6-8 mar. 2025       | 601     | -         | 25.8           | 30.8 | 17.3 | 7.3  | 4.3  | 2.4     | 2.5 | 0.8 | 8.8 | 5.0 |
| Pitagórica | 3-6 mar. 2025       | 625     | -         | 33.5           | 28.8 | 13.5 | 6.7  | 2.9  | 3.0     | 2.7 | 1.9 | 7.0 | 4.7 |
| Pitagórica | 23-27 fev. 2025     | 400     | -         | 35.6           | 27.2 | 17.4 | 5.1  | 1.5  | 3.6     | 4.8 | 1.5 | 3.3 | 8.4 |
| 5 fev. 2025: Escândalo financeiro envolvendo a empresa Spinumviva, ligada à família de Luís Montenegro.                               |                     |         |           |                |      |      |      |      |         |     |     |     |     |
| Aximage | 23-28 jan. 2025     | 800     | -         | 29.3           | 28.1 | 18.4 | 5.6  | 3.8  | 3.5     | 4.1 | 2.9 | 4.3 | 1.2 |
| Pitagórica | 21-26 jan. 2025     | 400     | -         | 33.0           | 27.3 | 16.8 | 6.3  | 3.1  | 3.4     | 3.7 | 2.0 | 4.4 | 5.7 |
| Intercampus | 21-26 jan. 2025     | 638     | -         | 27.8           | 28.2 | 17.3 | 7.0  | 5.9  | 3.4     | 3.9 | 3.4 | 3.1 | 0.4 |
| Aximage | 16-21 jan. 2025     | 802     | -         | 29.1           | 26.7 | 20.5 | 6.3  | 4.4  | 3.2     | 3.5 | 2.5 | 3.8 | 2.4 |
| ICS/ISCTE | 9-20 jan. 2025      | 805     | -         | 33.0           | 30.0 | 17.0 | 4.0  | 3.0  | 3.0     | 2.0 | 2.0 | 6.0 | 3.0 |
| Pitagórica | 28 dez.–5 jan. 2025 | 400     | -         | 32.9           | 26.9 | 16.3 | 5.7  | 4.3  | 4.0     | 3.1 | 1.4 | 5.4 | 6.0 |
| 17 dez. 2024: Uma moção de censura derruba o Governo Regional da Madeira, liderado por Miguel Albuquerque.                            |                     |         |           |                |      |      |      |      |         |     |     |     |     |
| 29 nov. 2024: O Parlamento aprova o Orçamento do Estado para 2025 com a abstenção do PS.                                              |                     |         |           |                |      |      |      |      |         |     |     |     |     |
| Intercampus | 21-27 nov. 2024     | 605     | -         | 28.8           | 30.0 | 16.2 | 8.3  | 5.8  | 3.3     | 3.3 | 3.2 | 1.0 | 1.2 |
| Aximage | 15-22 nov. 2024     | 800     | -         | 28.1           | 26.7 | 20.9 | 6.0  | 3.3  | 3.6     | 4.3 | 1.6 | 5.4 | 1.4 |
| Aximage | 13-19 nov. 2024     | 802     | -         | 29.8           | 28.6 | 18.2 | 6.8  | 4.0  | 2.6     | 4.1 | 2.4 | 3.5 | 1.2 |
| 21 out. 2024: A morte de Odair Moniz, um cidadão de origem cabo-verdiana, em confronto com a PSP, gera protestos e tensões políticas. |                     |         |           |                |      |      |      |      |         |     |     |     |     |
| CESOP-UCP | 17-23 out. 2024     | 1025    | -         | 33.0           | 29.0 | 18.0 | 6.0  | 4.0  | 3.0     | 3.0 | 2.0 | 2.0 | 4.0 |
| Intercampus | 4-10 out. 2024      | 612     | -         | 28.2           | 29.5 | 14.1 | 7.5  | 6.0  | 3.8     | 3.5 | 2.0 | 5.3 | 1.3 |
| Aximage | 30 set.–5 out. 2024 | 802     | -         | 32.1           | 28.6 | 15.1 | 6.3  | 5.5  | 3.0     | 3.5 | 2.3 | 3.6 | 3.5 |
| Intercampus | 24 ago.–4 set. 2024 | 604     | -         | 29.5           | 31.5 | 14.8 | 8.2  | 6.3  | 3.6     | 3.0 | 1.3 | 1.8 | 2.0 |
| Intercampus | 19-26 jul. 2024     | 609     | -         | 28.7           | 26.0 | 15.5 | 9.8  | 6.3  | 2.4     | 5.3 | 3.6 | 2.4 | 2.7 |
| CESOP-UCP | 7-13 jul. 2024      | 957     | -         | 31.0           | 33.0 | 14.0 | 7.0  | 4.0  | 3.0     | 3.0 | 2.0 | 3.0 | 2.0 |
| Aximage | 3-8 jul. 2024       | 801     | -         | 27.6           | 29.5 | 17.5 | 7.1  | 4.6  | 3.5     | 4.1 | 2.5 | 3.6 | 1.9 |
| 9 jun. 2024: Eleições para o Parlamento Europeu: O PS vence com ligeira vantagem sobre a AD.                                          |                     |         |           |                |      |      |      |      |         |     |     |     |     |
| Intercampus | 29 mai.–4 jun. 2024 | 604     | -         | 29.5           | 27.1 | 16.1 | 9.4  | 7.2  | 1.7     | 5.5 | 3.1 | 0.7 | 2.4 |
| 26 mai. 2024: Eleições regionais na Madeira: O PPD/PSD vence e mantém-se no governo regional.                                         |                     |         |           |                |      |      |      |      |         |     |     |     |     |
| Intercampus | 12-20 mai. 2024     | 609     | -         | 23.7           | 24.7 | 17.4 | 9.0  | 8.2  | 2.5     | 9.4 | 3.2 | 1.9 | 1.0 |
| CESOP-UCP | 13-18 mai. 2024     | 965     | -         | 30.0           | 29.0 | 19.0 | 5.0  | 4.0  | 3.0     | 5.0 | 2.0 | 3.0 | 1.0 |
| 8 mai. 2024: O Governo anuncia a construção do novo Aeroporto de Lisboa.                                                              |                     |         |           |                |      |      |      |      |         |     |     |     |     |
| Intercampus | 18-23 abr. 2024     | 605     | -         | 24.3           | 28.7 | 15.6 | 7.9  | 9.7  | 2.3     | 5.7 | 2.9 | 2.9 | 4.4 |
| 2 abr. 2024: Luís Montenegro toma posse como primeiro-ministro, formando o XXIV Governo Constitucional.                               |                     |         |           |                |      |      |      |      |         |     |     |     |     |
| 27 mar. 2024: A Assembleia Legislativa da Madeira é dissolvida devido a investigações por corrupção.                                  |                     |         |           |                |      |      |      |      |         |     |     |     |     |
| |                     |         |           |                |      |      |      |      |         |     |     |     |     |
| Legislativas 2024 | 10 mar. 2024        | -       | 59.8      | 28.8           | 28.0 | 18.1 | 4.9  | 4.4  | 3.2     | 3.2 | 2.0 | 1.6 | 0.8 |
| |                     |         |           |                |      |      |      |      |         |     |     |     |     |

### Média das sondagens[60]
| N.º de sondagens | Mês       | PPD/PSD.CDS–PP | PS   | CH   | IL  | B.E. | PCP–PEV | L   | PAN | O.  | V.  |
| ---------------- | --------- | -------------- | ---- | ---- | --- | ---- | ------- | --- | --- | --- | --- |
| 20               | Mai. 2025 | 33.1           | 26.3 | 17.4 | 6.5 | 2.5  | 3.2     | 4.3 | 1.2 | 5.6 | 6.8 |
| 7                | Abr. 2025 | 31.7           | 27.9 | 17.1 | 6.7 | 2.7  | 3.5     | 4.1 | 1.6 | 4.9 | 3.8 |
| 11               | Mar. 2025 | 30.8           | 28.4 | 16.3 | 7.9 | 3.8  | 2.8     | 3.7 | 1.8 | 4.7 | 2.4 |
| 1                | Fev. 2025 | 35.6           | 27.2 | 17.4 | 5.1 | 1.5  | 3.6     | 4.8 | 1.5 | 3.3 | 8.4 |
| 6                | Jan. 2025 | 30.9           | 27.9 | 17.7 | 5.8 | 4.1  | 3.4     | 3.4 | 2.4 | 4.5 | 3.0 |
| 3                | Nov. 2024 | 28.9           | 28.4 | 18.4 | 7.0 | 4.4  | 3.2     | 3.9 | 2.4 | 3.3 | 0.5 |
| 3                | Out. 2024 | 31.1           | 29.0 | 15.7 | 6.6 | 5.2  | 3.3     | 3.3 | 2.1 | 3.6 | 2.1 |
| 1                | Set. 2024 | 29.5           | 31.5 | 14.8 | 8.2 | 6.3  | 3.6     | 3.0 | 1.3 | 1.8 | 2.0 |
| 3                | Jul. 2024 | 29.1           | 29.5 | 15.7 | 8.0 | 5.0  | 3.0     | 4.1 | 2.7 | 3.0 | 0.4 |
| 1                | Jun. 2024 | 29.5           | 27.1 | 16.1 | 9.4 | 7.2  | 1.7     | 5.5 | 3.1 | 0.7 | 2.4 |
| 2                | Mai. 2024 | 26.9           | 26.9 | 18.2 | 7.0 | 6.1  | 2.8     | 7.2 | 2.6 | 2.5 | 0.0 |
| 1                | Abr. 2024 | 24.3           | 28.7 | 15.6 | 7.9 | 9.7  | 2.3     | 5.7 | 2.9 | 2.9 | 4.4 |
| 14               | Mar. 2024 | 33.0           | 27.1 | 16.7 | 5.7 | 5.2  | 3.3     | 3.8 | 1.6 | 3.6 | 5.9 |

## Afluência
| Horário | Eleitores      | Eleitores      | Eleitores |
| Horário | 2024           | 2022           | +/-       |
| ------- | -------------- | -------------- | --------- |
| 12:00   | 25,21 / 100,00 | 25,56 / 100,00 | 0,35      |
| 16:00   | 51,96 / 100,00 | 48,28 / 100,00 | 3,68      |
| Fonte   | [ 61 ]         | [ 61 ]         | [ 61 ]    |

## Resultados oficiais

Partido ou coligação mais votado por concelho: PPD/PSD.CDS–PP e PPD/PSD.CDS–PP.PPM – laranja, PS – rosa, CH – azul

| Partido                        | Partido                                         | Partido                                         | Votos          | %               | +/-      | Deputados | +/-     |
| ------------------------------ | ----------------------------------------------- | ----------------------------------------------- | -------------- | --------------- | -------- | --------- | ------- |
|                                |                                                 | AD – Coligação PSD/CDS                          | 1 971 602      | 32,54 / 100,00  | 2,61     | 88 / 230  | 11      |
|                                | PSD/CDS/PPM                                     | 36 886                                          | 0,61 / 100,00  | -               | 3 / 230  | -         |         |
| AD – Coligação PSD/CDS (Total) | AD – Coligação PSD/CDS (Total)                  | 2 008 488                                       | 33,15 / 100,00 | 3,01            | 91 / 230 | 11        |         |
|                                | Partido Socialista                              | Partido Socialista                              | 1 442 546      | 23,81 / 100,00  | 5,45     | 58 / 230  | 20      |
|                                | Chega                                           | Chega                                           | 1 438 554      | 23,74 / 100,00  | 4,86     | 60 / 230  | 10      |
|                                | Iniciativa Liberal                              | Iniciativa Liberal                              | 338 974        | 5,59 / 100,00   | 0,43     | 9 / 230   | 1       |
|                                | Livre                                           | Livre                                           | 257 291        | 4,25 / 100,00   | 0,94     | 6 / 230   | 2       |
|                                | CDU – Coligação Democrática Unitária            | CDU – Coligação Democrática Unitária            | 183 686        | 3,03 / 100,00   | 0,29     | 3 / 230   | 1       |
|                                | Bloco de Esquerda                               | Bloco de Esquerda                               | 125 808        | 2,08 / 100,00   | 2,48     | 1 / 230   | 4       |
|                                | Pessoas–Animais–Natureza                        | Pessoas–Animais–Natureza                        | 86 930         | 1,43 / 100,00   | 0,61     | 1 / 230   | Estável |
|                                | Alternativa Democrática Nacional                | Alternativa Democrática Nacional                | 81 660         | 1,35 / 100,00   | 0,30     | 0 / 230   | Estável |
|                                | Juntos pelo Povo                                | Juntos pelo Povo                                | 20 900         | 0,34 / 100,00   | 0,04     | 1 / 230   | 1       |
|                                | Reagir Incluir Reciclar                         | Reagir Incluir Reciclar                         | 13 852         | 0,22 / 100,00   | 0,19     | 0 / 230   | Estável |
|                                | Volt Portugal                                   | Volt Portugal                                   | 12 150         | 0,20 / 100,00   | Estável  | 0 / 230   | Estável |
|                                | Partido Comunista dos Trabalhadores Portugueses | Partido Comunista dos Trabalhadores Portugueses | 11 942         | 0,19 / 100,00   | 0,05     | 0 / 230   | Estável |
|                                | Nova Direita                                    | Nova Direita                                    | 10 216         | 0,16 / 100,00   | 0,08     | 0 / 230   | Estável |
|                                | Ergue-te                                        | Ergue-te                                        | 9 046          | 0,15 / 100,00   | 0,05     | 0 / 230   | Estável |
|                                | Partido Liberal Social                          | Partido Liberal Social                          | 7 332          | 0,12 / 100,00   | Novo     | 0 / 230   | Novo    |
|                                | Partido Popular Monárquico                      | Partido Popular Monárquico                      | 5 616          | 0,09 / 100,00   | 0,08     | 0 / 230   | Estável |
|                                | Nós, Cidadãos!                                  | Nós, Cidadãos!                                  | 3 312          | 0,05 / 100,00   | 0,02     | 0 / 230   | Estável |
|                                | Partido da Terra                                | Partido da Terra                                | 471            | 0,01 / 100,00   | -        | 0 / 230   | -       |
|                                | Partido Trabalhista Português                   | Partido Trabalhista Português                   | 425            | 0,01 / 100,00   | 0,03     | 0 / 230   | Estável |
| Votos inválidos                | Votos inválidos                                 | Votos inválidos                                 | 260 648        | 4,12 / 100,00   | 1,59     |           |         |
| Total                          | Total                                           | Total                                           | 6 319 969      | 100,00 / 100,00 |          | 230 / 230 |         |
| Eleitorado/Participação        | Eleitorado/Participação                         | Eleitorado/Participação                         | 10 848 816     | 58,25 / 100,00  | 2,8      |           |         |
| Fonte                          | Fonte                                           | Fonte                                           | [ 62 ]         | [ 62 ]          | [ 62 ]   | [ 62 ]    | [ 62 ]  |

## Resultados por distrito

### Açores
| Partido                 | Partido                              | Votos   | %               | +/-  | Deputados | +/-     |
| ----------------------- | ------------------------------------ | ------- | --------------- | ---- | --------- | ------- |
|                         | PSD/CDS/PPM                          | 36 879  | 36,56 / 100,00  | 3,28 | 3 / 5     | 1       |
|                         | Partido Socialista                   | 23 810  | 23,60 / 100,00  | 5,58 | 1 / 5     | 1       |
|                         | Chega                                | 23 053  | 22,85 / 100,00  | 7,09 | 1 / 5     | Estável |
|                         | Iniciativa Liberal                   | 3 481   | 3,45 / 100,00   | 0,74 | 0 / 5     | Estável |
|                         | Livre                                | 2 534   | 2,51 / 100,00   | 0,80 | 0 / 5     | Estável |
|                         | Bloco de Esquerda                    | 2 106   | 2,09 / 100,00   | 1,32 | 0 / 5     | Estável |
|                         | Alternativa Democrática Nacional     | 1 666   | 1,65 / 100,00   | 0,87 | 0 / 5     | Estável |
|                         | Pessoas–Animais–Natureza             | 1 314   | 1,30 / 100,00   | 0,26 | 0 / 5     | Estável |
|                         | CDU – Coligação Democrática Unitária | 1 219   | 1,21 / 100,00   | 0,12 | 0 / 5     | Estável |
|                         | Outros (com menos de 1,00%)          | 643     | 0,64 / 100,00   |      | 0 / 5     |         |
| Votos inválidos         | Votos inválidos                      | 4 178   | 4,14 / 100,00   | 0,67 |           |         |
| Total                   | Total                                | 100 883 | 100,00 / 100,00 |      | 5 / 5     |         |
| Eleitorado/Participação | Eleitorado/Participação              | 230 289 | 43,81 / 100,00  | 2,38 |           |         |

### Aveiro
| Partido                 | Partido                              | Votos   | %               | +/-  | Deputados | +/-     |
| ----------------------- | ------------------------------------ | ------- | --------------- | ---- | --------- | ------- |
|                         | AD – Coligação PSD/CDS               | 163 617 | 39,48 / 100,00  | 4,35 | 7 / 16    | Estável |
|                         | Partido Socialista                   | 90 010  | 21,72 / 100,00  | 5,97 | 4 / 16    | 1       |
|                         | Chega                                | 85 760  | 20,69 / 100,00  | 3,44 | 4 / 16    | 1       |
|                         | Iniciativa Liberal                   | 23 444  | 5,66 / 100,00   | 0,55 | 1 / 16    | Estável |
|                         | Livre                                | 12 805  | 3,09 / 100,00   | 0,85 | 0 / 16    | Estável |
|                         | Bloco de Esquerda                    | 7 015   | 1,69 / 100,00   | 2,41 | 0 / 16    | Estável |
|                         | Alternativa Democrática Nacional     | 6 974   | 1,68 / 100,00   | 0,32 | 0 / 16    | Estável |
|                         | Pessoas–Animais–Natureza             | 5 131   | 1,24 / 100,00   | 0,48 | 0 / 16    | Estável |
|                         | CDU – Coligação Democrática Unitária | 4 923   | 1,19 / 100,00   | 0,19 | 0 / 16    | Estável |
|                         | Outros (com menos de 1,00%)          | 4 133   | 0,99 / 100,00   |      | 0 / 16    |         |
| Votos inválidos         | Votos inválidos                      | 10 606  | 2,56 / 100,00   | 0,18 |           |         |
| Total                   | Total                                | 414 418 | 100,00 / 100,00 |      | 16 / 16   |         |
| Eleitorado/Participação | Eleitorado/Participação              | 642 044 | 64,55 / 100,00  | 1,45 |           |         |

### Beja
| Partido                 | Partido                              | Votos   | %               | +/-  | Deputados | +/-     |
| ----------------------- | ------------------------------------ | ------- | --------------- | ---- | --------- | ------- |
|                         | Chega                                | 20 447  | 27,73 / 100,00  | 6,18 | 1 / 3     | Estável |
|                         | Partido Socialista                   | 19 536  | 26,49 / 100,00  | 5,21 | 1 / 3     | Estável |
|                         | AD – Coligação PSD/CDS               | 15 407  | 20,89 / 100,00  | 4,15 | 1 / 3     | Estável |
|                         | CDU – Coligação Democrática Unitária | 10 000  | 13,56 / 100,00  | 1,47 | 0 / 3     | Estável |
|                         | Livre                                | 1 547   | 2,10 / 100,00   | 0,32 | 0 / 3     | Estável |
|                         | Iniciativa Liberal                   | 1 439   | 1,95 / 100,00   | 0,27 | 0 / 3     | Estável |
|                         | Bloco de Esquerda                    | 1 365   | 1,85 / 100,00   | 2,56 | 0 / 3     | Estável |
|                         | Outros (com menos de 1,00%)          | 2 300   | 3,12 / 100,00   |      | 0 / 3     |         |
| Votos inválidos         | Votos inválidos                      | 1 701   | 2,30 / 100,00   | 0,53 |           |         |
| Total                   | Total                                | 73 742  | 100,00 / 100,00 |      | 3 / 3     |         |
| Eleitorado/Participação | Eleitorado/Participação              | 118 320 | 62,32 / 100,00  | 2,34 |           |         |

### Braga
| Partido                 | Partido                              | Votos   | %               | +/-  | Deputados | +/-     |
| ----------------------- | ------------------------------------ | ------- | --------------- | ---- | --------- | ------- |
|                         | AD – Coligação PSD/CDS               | 197 996 | 36,31 / 100,00  | 3,15 | 8 / 19    | Estável |
|                         | Partido Socialista                   | 125 529 | 23,02 / 100,00  | 5,22 | 5 / 19    | 1       |
|                         | Chega                                | 119 917 | 21,99 / 100,00  | 5,13 | 5 / 19    | 1       |
|                         | Iniciativa Liberal                   | 36 687  | 6,73 / 100,00   | 0,63 | 1 / 19    | Estável |
|                         | Livre                                | 16 615  | 3,05 / 100,00   | 0,73 | 0 / 19    | Estável |
|                         | Bloco de Esquerda                    | 10 029  | 1,84 / 100,00   | 2,00 | 0 / 19    | Estável |
|                         | CDU – Coligação Democrática Unitária | 9 180   | 1,68 / 100,00   | 0,14 | 0 / 19    | Estável |
|                         | Outros (com menos de 1,00%)          | 14 470  | 2,66 / 100,00   |      | 0 / 19    |         |
| Votos inválidos         | Votos inválidos                      | 14 944  | 2,74 / 100,00   | 0,07 |           |         |
| Total                   | Total                                | 545 367 | 100,00 / 100,00 |      | 19 / 19   |         |
| Eleitorado/Participação | Eleitorado/Participação              | 782 367 | 69,71 / 100,00  | 1,60 |           |         |

### Bragança
| Partido                 | Partido                              | Votos   | %               | +/-  | Deputados | +/-     |
| ----------------------- | ------------------------------------ | ------- | --------------- | ---- | --------- | ------- |
|                         | AD – Coligação PSD/CDS               | 30 611  | 43,74 / 100,00  | 3,73 | 2 / 3     | Estável |
|                         | Partido Socialista                   | 17 796  | 25,43 / 100,00  | 4,21 | 1 / 3     | Estável |
|                         | Chega                                | 14 288  | 20,42 / 100,00  | 2,23 | 0 / 3     | Estável |
|                         | Iniciativa Liberal                   | 1 527   | 2,18 / 100,00   | 0,47 | 0 / 3     | Estável |
|                         | Alternativa Democrática Nacional     | 1 071   | 1,53 / 100,00   | 0,65 | 0 / 3     | Estável |
|                         | Livre                                | 792     | 1,13 / 100,00   | 0,13 | 0 / 3     | Estável |
|                         | CDU – Coligação Democrática Unitária | 725     | 1,04 / 100,00   | 0,02 | 0 / 3     | Estável |
|                         | Outros (com menos de 1,00%)          | 1 389   | 1,97 / 100,00   |      | 0 / 3     |         |
| Votos inválidos         | Votos inválidos                      | 1 784   | 2,55 / 100,00   | 0,01 |           |         |
| Total                   | Total                                | 69 983  | 100,00 / 100,00 |      | 3 / 3     |         |
| Eleitorado/Participação | Eleitorado/Participação              | 132 768 | 52,71 / 100,00  | 1,44 |           |         |

### Castelo Branco
| Partido                 | Partido                              | Votos   | %               | +/-  | Deputados | +/-     |
| ----------------------- | ------------------------------------ | ------- | --------------- | ---- | --------- | ------- |
|                         | AD – Coligação PSD/CDS               | 33 616  | 32,30 / 100,00  | 3,85 | 2 / 4     | 1       |
|                         | Partido Socialista                   | 29 751  | 28,59 / 100,00  | 5,63 | 1 / 4     | 1       |
|                         | Chega                                | 24 313  | 23,36 / 100,00  | 3,84 | 1 / 4     | Estável |
|                         | Iniciativa Liberal                   | 3 143   | 3,02 / 100,00   | 0,29 | 0 / 4     | Estável |
|                         | Livre                                | 2 652   | 2,55 / 100,00   | 0,54 | 0 / 4     | Estável |
|                         | CDU – Coligação Democrática Unitária | 2 227   | 2,14 / 100,00   | 0,05 | 0 / 4     | Estável |
|                         | Alternativa Democrática Nacional     | 1 872   | 1,80 / 100,00   | 0,42 | 0 / 4     | Estável |
|                         | Bloco de Esquerda                    | 1 715   | 1,65 / 100,00   | 2,46 | 0 / 4     | Estável |
|                         | Outros (com menos de 1,00%)          | 1 940   | 1,87 / 100,00   |      | 0 / 4     |         |
| Votos inválidos         | Votos inválidos                      | 2 847   | 2,73 / 100,00   | 0,06 |           |         |
| Total                   | Total                                | 104 076 | 100,00 / 100,00 |      | 4 / 4     |         |
| Eleitorado/Participação | Eleitorado/Participação              | 162 574 | 64,02 / 100,00  | 2,17 |           |         |

### Coimbra
| Partido                 | Partido                              | Votos   | %               | +/-  | Deputados | +/-     |
| ----------------------- | ------------------------------------ | ------- | --------------- | ---- | --------- | ------- |
|                         | AD – Coligação PSD/CDS               | 79 524  | 34,38 / 100,00  | 3,80 | 4 / 9     | 1       |
|                         | Partido Socialista                   | 63 348  | 27,39 / 100,00  | 5,28 | 3 / 9     | 1       |
|                         | Chega                                | 42 527  | 18,39 / 100,00  | 2,93 | 2 / 9     | Estável |
|                         | Iniciativa Liberal                   | 10 273  | 4,44 / 100,00   | 0,48 | 0 / 9     | Estável |
|                         | Livre                                | 9 392   | 4,06 / 100,00   | 1,22 | 0 / 9     | Estável |
|                         | CDU – Coligação Democrática Unitária | 5 796   | 2,51 / 100,00   | 0,31 | 0 / 9     | Estável |
|                         | Bloco de Esquerda                    | 5 027   | 2,17 / 100,00   | 2,93 | 0 / 9     | Estável |
|                         | Alternativa Democrática Nacional     | 3 752   | 1,62 / 100,00   | 0,62 | 0 / 9     | Estável |
|                         | Pessoas–Animais–Natureza             | 2 828   | 1,22 / 100,00   | 0,36 | 0 / 9     | Estável |
|                         | Outros (com menos de 1,00%)          | 1 848   | 0,80 / 100,00   |      | 0 / 9     |         |
| Votos inválidos         | Votos inválidos                      | 6 963   | 3,01 / 100,00   | 0,06 |           |         |
| Total                   | Total                                | 231 278 | 100,00 / 100,00 |      | 9 / 9     |         |
| Eleitorado/Participação | Eleitorado/Participação              | 370 773 | 62,38 / 100,00  | 2,77 |           |         |

### Évora
| Partido                 | Partido                              | Votos   | %               | +/-  | Deputados | +/-     |
| ----------------------- | ------------------------------------ | ------- | --------------- | ---- | --------- | ------- |
|                         | Partido Socialista                   | 23 261  | 27,80 / 100,00  | 5,04 | 1 / 3     | Estável |
|                         | Chega                                | 20 855  | 24,92 / 100,00  | 4,89 | 1 / 3     | Estável |
|                         | AD – Coligação PSD/CDS               | 20 786  | 24,84 / 100,00  | 2,38 | 1 / 3     | Estável |
|                         | CDU – Coligação Democrática Unitária | 8 384   | 10,02 / 100,00  | 0,74 | 0 / 3     | Estável |
|                         | Iniciativa Liberal                   | 2 396   | 2,86 / 100,00   | 0,36 | 0 / 3     | Estável |
|                         | Livre                                | 2 267   | 2,71 / 100,00   | 0,72 | 0 / 3     | Estável |
|                         | Bloco de Esquerda                    | 1 479   | 1,77 / 100,00   | 2,52 | 0 / 3     | Estável |
|                         | Alternativa Democrática Nacional     | 964     | 1,15 / 100,00   | 0,22 | 0 / 3     | Estável |
|                         | Outros (com menos de 1,00%)          | 1 309   | 1,57 / 100,00   |      | 0 / 3     |         |
| Votos inválidos         | Votos inválidos                      | 1 982   | 2,37 / 100,00   | 0,07 |           |         |
| Total                   | Total                                | 83 683  | 100,00 / 100,00 |      | 3 / 3     |         |
| Eleitorado/Participação | Eleitorado/Participação              | 130 636 | 64,06 / 100,00  | 2,98 |           |         |

### Faro
| Partido                 | Partido                              | Votos   | %               | +/-  | Deputados | +/-     |
| ----------------------- | ------------------------------------ | ------- | --------------- | ---- | --------- | ------- |
|                         | Chega                                | 78 168  | 33,90 / 100,00  | 6,71 | 4 / 9     | 1       |
|                         | AD – Coligação PSD/CDS               | 59 353  | 25,74 / 100,00  | 3,35 | 3 / 9     | Estável |
|                         | Partido Socialista                   | 47 293  | 20,51 / 100,00  | 4,95 | 2 / 9     | 1       |
|                         | Iniciativa Liberal                   | 10 047  | 4,36 / 100,00   | 0,20 | 0 / 9     | Estável |
|                         | Livre                                | 7 735   | 3,35 / 100,00   | 0,60 | 0 / 9     | Estável |
|                         | CDU – Coligação Democrática Unitária | 6 170   | 2,68 / 100,00   | 0,50 | 0 / 9     | Estável |
|                         | Bloco de Esquerda                    | 5 724   | 2,48 / 100,00   | 3,27 | 0 / 9     | Estável |
|                         | Alternativa Democrática Nacional     | 4 182   | 1,81 / 100,00   | 0,28 | 0 / 9     | Estável |
|                         | Pessoas–Animais–Natureza             | 4 161   | 1,80 / 100,00   | 0,78 | 0 / 9     | Estável |
|                         | Outros (com menos de 1,00%)          | 2 452   | 1,05 / 100,00   |      | 0 / 9     |         |
| Votos inválidos         | Votos inválidos                      | 5 277   | 2,29 / 100,00   | 0,33 |           |         |
| Total                   | Total                                | 230 562 | 100,00 / 100,00 |      | 9 / 9     |         |
| Eleitorado/Participação | Eleitorado/Participação              | 383 944 | 60,05 / 100,00  | 1,69 |           |         |

### Guarda
| Partido                 | Partido                              | Votos   | %               | +/-  | Deputados | +/-     |
| ----------------------- | ------------------------------------ | ------- | --------------- | ---- | --------- | ------- |
|                         | AD – Coligação PSD/CDS               | 32 291  | 39,56 / 100,00  | 5,44 | 1 / 3     | Estável |
|                         | Partido Socialista                   | 21 550  | 26,40 / 100,00  | 5,48 | 1 / 3     | Estável |
|                         | Chega                                | 17 247  | 21,13 / 100,00  | 2,54 | 1 / 3     | Estável |
|                         | Iniciativa Liberal                   | 1 994   | 2,44 / 100,00   | 0,19 | 0 / 3     | Estável |
|                         | Alternativa Democrática Nacional     | 1 660   | 2,03 / 100,00   | 0,53 | 0 / 3     | Estável |
|                         | Livre                                | 1 229   | 1,51 / 100,00   | 0,16 | 0 / 3     | Estável |
|                         | CDU – Coligação Democrática Unitária | 1 037   | 1,27 / 100,00   | 0,30 | 0 / 3     | Estável |
|                         | Bloco de Esquerda                    | 1 010   | 1,24 / 100,00   | 1,46 | 0 / 3     | Estável |
|                         | Outros (com menos de 1,00%)          | 1 226   | 1,49 / 100,00   |      | 0 / 3     |         |
| Votos inválidos         | Votos inválidos                      | 2 377   | 2,91 / 100,00   | 0,03 |           |         |
| Total                   | Total                                | 81 621  | 100,00 / 100,00 |      | 3 / 3     |         |
| Eleitorado/Participação | Eleitorado/Participação              | 139 506 | 58,51 / 100,00  | 1,66 |           |         |

### Leiria
| Partido                 | Partido                              | Votos   | %               | +/-  | Deputados | +/-     |
| ----------------------- | ------------------------------------ | ------- | --------------- | ---- | --------- | ------- |
|                         | AD – Coligação PSD/CDS               | 98 243  | 37,06 / 100,00  | 1,85 | 5 / 10    | Estável |
|                         | Chega                                | 61 162  | 23,07 / 100,00  | 3,41 | 3 / 10    | 1       |
|                         | Partido Socialista                   | 50 321  | 18,98 / 100,00  | 3,52 | 2 / 10    | 1       |
|                         | Iniciativa Liberal                   | 15 971  | 6,02 / 100,00   | 0,37 | 0 / 10    | Estável |
|                         | Livre                                | 9 299   | 3,51 / 100,00   | 0,88 | 0 / 10    | Estável |
|                         | Alternativa Democrática Nacional     | 5 745   | 2,17 / 100,00   | 0,50 | 0 / 10    | Estável |
|                         | CDU – Coligação Democrática Unitária | 5 468   | 2,06 / 100,00   | 0,35 | 0 / 10    | Estável |
|                         | Bloco de Esquerda                    | 5 099   | 1,92 / 100,00   | 2,38 | 0 / 10    | Estável |
|                         | Pessoas–Animais–Natureza             | 3 103   | 1,17 / 100,00   | 0,53 | 0 / 10    | Estável |
|                         | Outros (com menos de 1,00%)          | 2 518   | 0,94 / 100,00   |      | 0 / 10    |         |
| Votos inválidos         | Votos inválidos                      | 8 180   | 3,09 / 100,00   | 0,07 |           |         |
| Total                   | Total                                | 265 109 | 100,00 / 100,00 |      | 10 / 10   |         |
| Eleitorado/Participação | Eleitorado/Participação              | 411 995 | 64,35 / 100,00  | 2,01 |           |         |

### Lisboa
| Partido                 | Partido                              | Votos     | %               | +/-  | Deputados | +/-     |
| ----------------------- | ------------------------------------ | --------- | --------------- | ---- | --------- | ------- |
|                         | AD – Coligação PSD/CDS               | 362 506   | 28,47 / 100,00  | 1,43 | 15 / 48   | 1       |
|                         | Partido Socialista                   | 301 492   | 23,68 / 100,00  | 4,05 | 12 / 48   | 3       |
|                         | Chega                                | 265 604   | 20,86 / 100,00  | 3,84 | 11 / 48   | 2       |
|                         | Iniciativa Liberal                   | 97 098    | 7,63 / 100,00   | 1,05 | 4 / 48    | 1       |
|                         | Livre                                | 87 530    | 6,87 / 100,00   | 1,40 | 3 / 48    | 1       |
|                         | CDU – Coligação Democrática Unitária | 45 430    | 3,57 / 100,00   | 0,16 | 1 / 48    | 1       |
|                         | Bloco de Esquerda                    | 29 914    | 2,35 / 100,00   | 2,61 | 1 / 48    | 1       |
|                         | Pessoas–Animais–Natureza             | 23 369    | 1,84 / 100,00   | 0,65 | 1 / 48    | Estável |
|                         | Alternativa Democrática Nacional     | 15 415    | 1,21 / 100,00   | 0,24 | 0 / 48    | Estável |
|                         | Outros (com menos de 1,00%)          | 17 598    | 1,38 / 100,00   |      | 0 / 48    |         |
| Votos inválidos         | Votos inválidos                      | 27 430    | 2,15 / 100,00   | 0,09 |           |         |
| Total                   | Total                                | 1 273 386 | 100,00 / 100,00 |      | 48 / 48   |         |
| Eleitorado/Participação | Eleitorado/Participação              | 1 912 945 | 66,57 / 100,00  | 2,31 |           |         |

### Madeira
| Partido                 | Partido                              | Votos   | %               | +/-  | Deputados | +/-     |
| ----------------------- | ------------------------------------ | ------- | --------------- | ---- | --------- | ------- |
|                         | AD – Coligação PSD/CDS               | 57 447  | 41,35 / 100,00  | 5,97 | 3 / 6     | Estável |
|                         | Chega                                | 29 038  | 20,90 / 100,00  | 3,34 | 1 / 6     | Estável |
|                         | Partido Socialista                   | 18 704  | 13,46 / 100,00  | 6,38 | 1 / 6     | 1       |
|                         | Juntos pelo Povo                     | 17 115  | 12,32 / 100,00  | 2,74 | 1 / 6     | 1       |
|                         | Iniciativa Liberal                   | 3 657   | 2,63 / 100,00   | 1,26 | 0 / 6     | Estável |
|                         | Bloco de Esquerda                    | 1 870   | 1,35 / 100,00   | 1,59 | 0 / 6     | Estável |
|                         | CDU – Coligação Democrática Unitária | 1 763   | 1,27 / 100,00   | 0,35 | 0 / 6     | Estável |
|                         | Livre                                | 1 749   | 1,26 / 100,00   | 0,02 | 0 / 6     | Estável |
|                         | Alternativa Democrática Nacional     | 1 554   | 1,12 / 100,00   | 0,45 | 0 / 6     | Estável |
|                         | Pessoas–Animais–Natureza             | 1 445   | 1,04 / 100,00   | 1,05 | 0 / 6     | Estável |
|                         | Outros (com menos de 1,00%)          | 2 198   | 1,58 / 100,00   |      | 0 / 6     |         |
| Votos inválidos         | Votos inválidos                      | 2 382   | 1,72 / 100,00   | 0,60 |           |         |
| Total                   | Total                                | 138 922 | 100,00 / 100,00 |      | 6 / 6     |         |
| Eleitorado/Participação | Eleitorado/Participação              | 255 801 | 54,31 / 100,00  | 4,54 |           |         |

### Portalegre
| Partido                 | Partido                              | Votos  | %               | +/-  | Deputados | +/-     |
| ----------------------- | ------------------------------------ | ------ | --------------- | ---- | --------- | ------- |
|                         | Chega                                | 17 220 | 29,90 / 100,00  | 5,31 | 1 / 2     | Estável |
|                         | Partido Socialista                   | 16 125 | 28,00 / 100,00  | 6,05 | 1 / 2     | Estável |
|                         | AD – Coligação PSD/CDS               | 15 458 | 26,84 / 100,00  | 3,54 | 0 / 2     | Estável |
|                         | CDU – Coligação Democrática Unitária | 2 977  | 5,17 / 100,00   | 0,77 | 0 / 2     | Estável |
|                         | Iniciativa Liberal                   | 1 107  | 1,92 / 100,00   | 0,03 | 0 / 2     | Estável |
|                         | Livre                                | 986    | 1,71 / 100,00   | 0,27 | 0 / 2     | Estável |
|                         | Bloco de Esquerda                    | 733    | 1,27 / 100,00   | 1,85 | 0 / 2     | Estável |
|                         | Alternativa Democrática Nacional     | 619    | 1,07 / 100,00   | 0,03 | 0 / 2     | Estável |
|                         | Outros (com menos de 1,00%)          | 910    | 1,59 / 100,00   |      | 0 / 2     |         |
| Votos inválidos         | Votos inválidos                      | 1 461  | 2,54 / 100,00   | 0,04 |           |         |
| Total                   | Total                                | 57 596 | 100,00 / 100,00 |      | 2 / 2     |         |
| Eleitorado/Participação | Eleitorado/Participação              | 92 532 | 62,24 / 100,00  | 2,91 |           |         |

### Porto
| Partido                 | Partido                              | Votos     | %               | +/-  | Deputados | +/-     |
| ----------------------- | ------------------------------------ | --------- | --------------- | ---- | --------- | ------- |
|                         | AD – Coligação PSD/CDS               | 375 606   | 34,22 / 100,00  | 3,80 | 15 / 40   | 1       |
|                         | Partido Socialista                   | 263 793   | 24,04 / 100,00  | 6,29 | 11 / 40   | 2       |
|                         | Chega                                | 226 806   | 20,67 / 100,00  | 5,34 | 9 / 40    | 2       |
|                         | Iniciativa Liberal                   | 66 926    | 6,10 / 100,00   | 0,35 | 2 / 40    | Estável |
|                         | Livre                                | 47 156    | 4,30 / 100,00   | 0,95 | 2 / 40    | 1       |
|                         | CDU – Coligação Democrática Unitária | 25 002    | 2,28 / 100,00   | 0,08 | 1 / 40    | Estável |
|                         | Bloco de Esquerda                    | 22 192    | 2,02 / 100,00   | 2,64 | 0 / 40    | 2       |
|                         | Pessoas–Animais–Natureza             | 16 433    | 1,50 / 100,00   | 0,60 | 0 / 40    | Estável |
|                         | Alternativa Democrática Nacional     | 11 275    | 1,03 / 100,00   | 0,73 | 0 / 40    | Estável |
|                         | Outros (com menos de 1,00%)          | 18 343    | 1,66 / 100,00   |      | 0 / 40    |         |
| Votos inválidos         | Votos inválidos                      | 23 991    | 2,19 / 100,00   | 0,09 |           |         |
| Total                   | Total                                | 1 097 523 | 100,00 / 100,00 |      | 40 / 40   |         |
| Eleitorado/Participação | Eleitorado/Participação              | 1 591 357 | 68,97 / 100,00  | 1,07 |           |         |

### Santarém
| Partido                 | Partido                              | Votos   | %               | +/-  | Deputados | +/-     |
| ----------------------- | ------------------------------------ | ------- | --------------- | ---- | --------- | ------- |
|                         | AD – Coligação PSD/CDS               | 74 716  | 30,60 / 100,00  | 3,32 | 4 / 9     | 1       |
|                         | Chega                                | 68 687  | 28,13 / 100,00  | 4,81 | 3 / 9     | Estável |
|                         | Partido Socialista                   | 55 545  | 22,75 / 100,00  | 5,10 | 2 / 9     | 1       |
|                         | Iniciativa Liberal                   | 9 593   | 3,93 / 100,00   | 0,15 | 0 / 9     | Estável |
|                         | CDU – Coligação Democrática Unitária | 8 780   | 3,60 / 100,00   | 0,52 | 0 / 9     | Estável |
|                         | Livre                                | 7 857   | 3,22 / 100,00   | 0,76 | 0 / 9     | Estável |
|                         | Bloco de Esquerda                    | 4 367   | 1,79 / 100,00   | 2,67 | 0 / 9     | Estável |
|                         | Alternativa Democrática Nacional     | 3 969   | 1,63 / 100,00   | 0,23 | 0 / 9     | Estável |
|                         | Pessoas–Animais–Natureza             | 2 749   | 1,13 / 100,00   | 0,43 | 0 / 9     | Estável |
|                         | Outros (com menos de 1,00%)          | 1 707   | 0,69 / 100,00   |      | 0 / 9     |         |
| Votos inválidos         | Votos inválidos                      | 6 208   | 2,55 / 100,00   | 0,16 |           |         |
| Total                   | Total                                | 244 178 | 100,00 / 100,00 |      | 9 / 9     |         |
| Eleitorado/Participação | Eleitorado/Participação              | 377 415 | 64,70 / 100,00  | 1,85 |           |         |

### Setúbal
| Partido                 | Partido                              | Votos   | %               | +/-  | Deputados | +/-     |
| ----------------------- | ------------------------------------ | ------- | --------------- | ---- | --------- | ------- |
|                         | Chega                                | 129 569 | 26,38 / 100,00  | 6,07 | 6 / 19    | 2       |
|                         | Partido Socialista                   | 122 679 | 24,97 / 100,00  | 6,30 | 5 / 19    | 2       |
|                         | AD – Coligação PSD/CDS               | 103 181 | 21,01 / 100,00  | 3,84 | 5 / 19    | 1       |
|                         | CDU – Coligação Democrática Unitária | 34 956  | 7,12 / 100,00   | 0,61 | 1 / 19    | Estável |
|                         | Livre                                | 28 700  | 5,84 / 100,00   | 1,55 | 1 / 19    | Estável |
|                         | Iniciativa Liberal                   | 27 057  | 5,51 / 100,00   | 0,15 | 1 / 19    | Estável |
|                         | Bloco de Esquerda                    | 13 068  | 2,66 / 100,00   | 3,34 | 0 / 19    | 1       |
|                         | Pessoas–Animais–Natureza             | 9 229   | 1,88 / 100,00   | 0,68 | 0 / 19    | Estável |
|                         | Outros (com menos de 1,00%)          | 12 217  | 2,49 / 100,00   |      | 0 / 19    |         |
| Votos inválidos         | Votos inválidos                      | 10 561  | 2,15 / 100,00   | 0,10 |           |         |
| Total                   | Total                                | 491 217 | 100,00 / 100,00 |      | 19 / 19   |         |
| Eleitorado/Participação | Eleitorado/Participação              | 754 726 | 65,09 / 100,00  | 1,81 |           |         |

### Viana do Castelo
| Partido                 | Partido                              | Votos   | %               | +/-  | Deputados | +/-     |
| ----------------------- | ------------------------------------ | ------- | --------------- | ---- | --------- | ------- |
|                         | AD – Coligação PSD/CDS               | 55 376  | 39,57 / 100,00  | 4,85 | 3 / 5     | 1       |
|                         | Chega                                | 32 141  | 22,97 / 100,00  | 4,33 | 1 / 5     | Estável |
|                         | Partido Socialista                   | 30 393  | 21,72 / 100,00  | 6,43 | 1 / 5     | 1       |
|                         | Iniciativa Liberal                   | 5 344   | 3,82 / 100,00   | 0,25 | 0 / 5     | Estável |
|                         | Livre                                | 3 640   | 2,60 / 100,00   | 0,63 | 0 / 5     | Estável |
|                         | CDU – Coligação Democrática Unitária | 2 763   | 1,97 / 100,00   | 0,20 | 0 / 5     | Estável |
|                         | Bloco de Esquerda                    | 2 285   | 1,63 / 100,00   | 1,82 | 0 / 5     | Estável |
|                         | Alternativa Democrática Nacional     | 2 047   | 1,46 / 100,00   | 0,12 | 0 / 5     | Estável |
|                         | Outros (com menos de 1,00%)          | 2 274   | 1,63 / 100,00   |      | 0 / 5     |         |
| Votos inválidos         | Votos inválidos                      | 3 682   | 2,63 / 100,00   | 0,33 |           |         |
| Total                   | Total                                | 139 945 | 100,00 / 100,00 |      | 5 / 5     |         |
| Eleitorado/Participação | Eleitorado/Participação              | 232 581 | 60,17 / 100,00  | 1,04 |           |         |

### Vila Real
| Partido                 | Partido                              | Votos   | %               | +/-  | Deputados | +/-     |
| ----------------------- | ------------------------------------ | ------- | --------------- | ---- | --------- | ------- |
|                         | AD – Coligação PSD/CDS               | 50 522  | 44,39 / 100,00  | 5,06 | 3 / 5     | 1       |
|                         | Partido Socialista                   | 27 990  | 24,59 / 100,00  | 5,01 | 1 / 5     | 1       |
|                         | Chega                                | 22 754  | 19,99 / 100,00  | 2,88 | 1 / 5     | Estável |
|                         | Iniciativa Liberal                   | 2 481   | 2,18 / 100,00   | 0,15 | 0 / 5     | Estável |
|                         | Livre                                | 1 743   | 1,53 / 100,00   | 0,17 | 0 / 5     | Estável |
|                         | Alternativa Democrática Nacional     | 1 713   | 1,51 / 100,00   | 1,02 | 0 / 5     | Estável |
|                         | CDU – Coligação Democrática Unitária | 1 401   | 1,23 / 100,00   | 0,14 | 0 / 5     | Estável |
|                         | Bloco de Esquerda                    | 1 150   | 1,01 / 100,00   | 1,44 | 0 / 5     | Estável |
|                         | Outros (com menos de 1,00%)          | 1 384   | 1,21 / 100,00   |      | 0 / 5     |         |
| Votos inválidos         | Votos inválidos                      | 2 668   | 2,34 / 100,00   | 0,26 |           |         |
| Total                   | Total                                | 113 806 | 100,00 / 100,00 |      | 5 / 5     |         |
| Eleitorado/Participação | Eleitorado/Participação              | 206 897 | 55,01 / 100,00  | 1,09 |           |         |

### Viseu
| Partido                 | Partido                              | Votos   | %               | +/-  | Deputados | +/-     |
| ----------------------- | ------------------------------------ | ------- | --------------- | ---- | --------- | ------- |
|                         | AD – Coligação PSD/CDS               | 88 374  | 42,73 / 100,00  | 6,37 | 4 / 8     | 1       |
|                         | Chega                                | 45 794  | 22,14 / 100,00  | 2,69 | 2 / 8     | Estável |
|                         | Partido Socialista                   | 45 210  | 21,86 / 100,00  | 5,59 | 2 / 8     | 1       |
|                         | Iniciativa Liberal                   | 6 465   | 3,13 / 100,00   | 0,32 | 0 / 8     | Estável |
|                         | Livre                                | 4 394   | 2,12 / 100,00   | 0,43 | 0 / 8     | Estável |
|                         | Alternativa Democrática Nacional     | 4 188   | 2,02 / 100,00   | 1,11 | 0 / 8     | Estável |
|                         | CDU – Coligação Democrática Unitária | 2 489   | 1,20 / 100,00   | 0,17 | 0 / 8     | Estável |
|                         | Bloco de Esquerda                    | 2 464   | 1,19 / 100,00   | 1,37 | 0 / 8     | Estável |
|                         | Outros (com menos de 1,00%)          | 1 795   | 0,87 / 100,00   |      | 0 / 8     |         |
| Votos inválidos         | Votos inválidos                      | 5 644   | 2,73 / 100,00   | 0,07 |           |         |
| Total                   | Total                                | 206 817 | 100,00 / 100,00 |      | 8 / 8     |         |
| Eleitorado/Participação | Eleitorado/Participação              | 334 039 | 61,91 / 100,00  | 1,13 |           |         |

### Europa
| Partido                 | Partido                     | Votos   | %               | +/-  | Deputados | +/-     |
| ----------------------- | --------------------------- | ------- | --------------- | ---- | --------- | ------- |
|                         | Chega                       | 71 990  | 28,20 / 100,00  | 9,89 | 1 / 2     | Estável |
|                         | AD – Coligação PSD/CDS      | 37 406  | 14,65 / 100,00  | 0,44 | 1 / 2     | 1       |
|                         | Partido Socialista          | 34 574  | 13,54 / 100,00  | 2,68 | 0 / 2     | 1       |
|                         | Iniciativa Liberal          | 6 452   | 2,53 / 100,00   | 0,09 | 0 / 2     | Estável |
|                         | Livre                       | 5 626   | 2,20 / 100,00   | 0,46 | 0 / 2     | Estável |
|                         | Bloco de Esquerda           | 4 743   | 1,86 / 100,00   | 0,88 | 0 / 2     | Estável |
|                         | Pessoas–Animais–Natureza    | 4 071   | 1,59 / 100,00   | 0,61 | 0 / 2     | Estável |
|                         | Outros (com menos de 1,00%) | 7 756   | 3,04 / 100,00   |      | 0 / 2     |         |
| Votos inválidos         | Votos inválidos             | 82 687  | 32,39 / 100,00  | 6,69 |           |         |
| Total                   | Total                       | 255 305 | 100,00 / 100,00 |      | 2 / 2     |         |
| Eleitorado/Participação | Eleitorado/Participação     | 948 062 | 26,93 / 100,00  | 1,90 |           |         |

### Fora da Europa
| Partido                 | Partido                          | Votos   | %               | +/-  | Deputados | +/-     |
| ----------------------- | -------------------------------- | ------- | --------------- | ---- | --------- | ------- |
|                         | Chega                            | 20 202  | 20,78 / 100,00  | 2,51 | 1 / 2     | Estável |
|                         | AD – Coligação PSD/CDS           | 19 054  | 19,60 / 100,00  | 3,30 | 1 / 2     | Estável |
|                         | Partido Socialista               | 13 119  | 13,50 / 100,00  | 1,08 | 0 / 2     | Estável |
|                         | Iniciativa Liberal               | 2 063   | 2,12 / 100,00   | 0,20 | 0 / 2     | Estável |
|                         | Pessoas–Animais–Natureza         | 2 018   | 2,08 / 100,00   | 0,28 | 0 / 2     | Estável |
|                         | Bloco de Esquerda                | 1 756   | 1,81 / 100,00   | 0,06 | 0 / 2     | Estável |
|                         | Nova Direita                     | 1 484   | 1,53 / 100,00   | 0,05 | 0 / 2     | Estável |
|                         | Alternativa Democrática Nacional | 1 479   | 1,52 / 100,00   | 0,38 | 0 / 2     | Estável |
|                         | Livre                            | 996     | 1,02 / 100,00   | 0,32 | 0 / 2     | Estável |
|                         | Outros (com menos de 1,00%)      | 2 633   | 2,70 / 100,00   |      | 0 / 2     |         |
| Votos inválidos         | Votos inválidos                  | 32 394  | 33,33 / 100,00  | 0,46 |           |         |
| Total                   | Total                            | 97 198  | 100,00 / 100,00 |      | 2 / 2     |         |
| Eleitorado/Participação | Eleitorado/Participação          | 636 660 | 15,27 / 100,00  | 0,95 |           |         |

| Eleições legislativas portuguesas de 2025 Distritos: Aveiro \| Beja \| Braga \| Bragança \| Castelo Branco \| Coimbra \| Évora \| Faro \| Guarda \| Leiria \| Lisboa \| Portalegre \| Porto \| Santarém \| Setúbal \| Viana do Castelo \| Vila Real \| Viseu \| Açores \| Madeira \| Estrangeiro |